# Lubowidz (Nowa Wieś Lęborska)
Lubowidz (deutsch Luggewiese) ist ein Dorf in der Woiwodschaft Pommern in Polen. Es gehört zur Gmina Nowa Wieś Lęborska (Landgemeinde Neuendorf) im Powiat Lęborski.

## Geographische Lage
Das Dorf liegt in Hinterpommern, etwa fünf Kilometer östlich der Stadt Lębork (Lauenburg in Pommern) am Südrand des Leba-Rheda-Urstromtals. 

## Geschichte
Ein eisenzeitlicher Friedhof mit 300 Skelettgräbern wurde bei Luggewiese von 1937 bis 1939 ausgegraben. Zu den Funden gehört ein kaiserzeitlicher Bernsteinstab, der in Norditalien gefertigt wurde.  
Das Dorf wurde erstmals 1437 erwähnt. Im 16. Jahrhundert war es teilweise in adligem Besitz. 
Das nördlich des Dorfes gelegene Tal wurde 1779 trockengelegt. In diesem Rahmen wurden die Wohnplätze Luggewiese-Brück (heute Mosty) und Luggewiese-Bruch (heute Ługi) angelegt. 
Luggewiese war 1945 ein Ort im Landkreis Lauenburg i. Pom. im Regierungsbezirk Köslin der preußischen Provinz Pommern des Deutschen Reichs.  
Gegen Ende des Zweiten Weltkriegs besetzte im Frühjahr 1945 die Rote Armee die Region. Bald darauf wurde Luggewiese zusammen mit ganz Hinterpommern unter polnische Verwaltung gestellt. Anschließend begann die Zuwanderung polnischer Zivilisten. Luggewiese erhielt den polnischen Ortsnamen Lubowidz. In der darauf folgenden Zeit wurden die Alteinwohner des Dorfs vertrieben.
Lubowidz gehörte wie Nowa Wieś Lęborska (Neuendorf) von 1975 bis 1998 zur Woiwodschaft Słupsk.

## Bevölkerungsentwicklung
| Jahr | Einwohner | Anmerkungen                                                      |
| ---- | --------- | ---------------------------------------------------------------- |
| 1867 | 617       | [ 2 ]                                                            |
| 1871 | 646       | davon 608 Evangelische, 33 Katholiken und fünf sonstige Christen |
| 1925 | 817       | davon 745 Evangelische und 53 Katholiken                         |
| 1933 | 1001      | [ 4 ]                                                            |
| 1939 | 1154      | [ 4 ]                                                            |

## Persönlichkeiten: Söhne und Töchter des Ortes
- Willy Fruggel (1885–1957), deutscher Politiker (NSDAP), Mitglied des Reichstags.